# Saxofridericia duidae
Saxofridericia duidae är en gräsväxtart som beskrevs av Bassett Maguire. Saxofridericia duidae ingår i släktet Saxofridericia och familjen Rapateaceae. Inga underarter finns listade i Catalogue of Life.